# Charles Gidel
Antoine Gidel devenu Charles-Antoine Gidel, né le 5 mars 1827 à Gannat et mort le 30 octobre 1900 dans le 8e arrondissement de Paris, est un historien de la littérature française et critique littéraire français.

## Biographie
Agrégé de lettres puis docteur ès lettres en 1857, il devient professeur de logique au Lycée et de littérature à l'Ecole préparatoire des sciences et des lettres de Nantes.
Appelé à Paris en 1864, il est nommé professeur de rhétorique au Lycée Bonaparte (futur Lycée Condorcet) où il reste pendant treize ans.
En 1878, il est proviseur du lycée Henri-IV, de 1879 à 1892, proviseur au Lycée Louis le Grand et jusqu'en 1896 proviseur au lycée Condorcet.

## Œuvres
- Les Troubadours et Pétrarque, thèse présentée à la Faculté des lettres de Paris, Impr. de Cosnier et Lachèse (1857)[4]
- Discours prononcé à la distribution solennelle des prix du Lycée de Nantes, le 8 août 1857, A. Guéraud (1857)
- De Philippide Guillelmi Britonis disputatio. Facultati litterarum parisiensi hanc thesim proponebat, Apud Cosnier et Lachèse (1857)
- Nouveau recueil de morceaux choisis, extraits de nos meilleurs auteurs, depuis le XVIIe siècle jusqu'à nos jours. Prosateurs., C. Delagrave (1865)
- Étude sur Saint-Evremond (1866)
- Discours sur J. J. Rousseau (1868)
- Imitations faites en grec depuis le douzième siècle, de nos anciens poèmes de chevalerie, Paris, 1864
- Études sur la littérature grecque moderne : Imitations en grec de nos romans de chevalerie depuis le XIIe siècle. Ouvrage couronne en 1864 par l'Académie des Instructions et Belles-Lettres. Paris, 1866–1878.
- Étude sur une apocalypse de la Vierge Marie, manuscrits grecs nos 390 et 1631, Impr. de A. Lainé (1871)
- Les Français du XVIIe siècle – 1873
- Nouvelles Études sur la littérature grecque moderne, Maisonneuve, 1878.
- L'Art d'écrire enseigné par les grands maîtres, P. Ollendorff (1879)[5]
- Histoire de la littérature française depuis son origine jusqu'à la Renaissance, m1874–1883, 3 Teile
- Éducation et morale. Le livre de l'enfant, choix de lectures selon le programme du 23 juillet 1882, Ract et Falquet (1883)
- Pierre-Bertrand Mérigon, professeur de grec à l'Université de Paris, 1884
- Le Livre de l'adolescent, choix de lectures, conforme aux programmes des écoles primaires du 27 juillet 1882, Paris, C. Delagrave, 1886.
- Morceaux choisis des principaux auteurs latins, Garnier frères (1891)
- Histoire de la littérature française depuis son origine jusqu'à nos jours, Paris, Alphonse Lemerre, (1875-1896), prix Marcelin Guérin de l’Académie française en 1893